# 쿵후
쿵후(중국어: 功夫, 병음: gōngfu, 한자음: 공부) 또는 쿵푸는 중국 무술을 가리키는 말로 쓰이지만, 중국에서 ‘功夫’라는 낱말은 무술과 관련 없이 ‘숙달된 기술’을 가리키는 말로 쓰인다.

## 개요
중국 전통 무술로 우리나라의 태권도나 일본의 가라데(空手)와 비슷하다. 정신 집중과 자기 수양을 중요시하는 개인 무술이며, 일종의 건강법으로도 널리 쓰인다.
중국 주(周)나라 시대(BC 1111-256) 때 도가(道家)에서 신체단련을 목적으로 시작한 운동이다. 규정 자세 및 동작은 인간의 근육구조와 골격, 생리 등을 기초로 하여 짜여 있으며, 동물의 싸움 방식을 모방한 것이 많다. 다섯 가지 기본 자세는 정상적인 직립 자세와 용·개구리·뱀·기마 자세이며, 응용 자세는 수백 가지에 이른다.

## 같이 보기
- 남권
- 북권 (장권)
- 산타 (권법)
- 우슈
- 내가권
- 당랑권
- 벽괘권
- 비종권
- 백학권
- 소림권
- 영춘권
- 취권
- 태극권
- 팔극권
- 형의권
- 홍가권
- 심의육합권
- 오형권법
- 팔괘장
- 공력권
- 채리불권
- 외가권
- 도교